# Пастель (кантон)
Пасте́ль (фр. Pastel) — кантон во Франции, находится в регионе Юг-Пиренеи, департамент Тарн. Входит в состав округа Кастр.
Код INSEE кантона — 8119. В состав кантона входит 15 коммун. Центральный офис расположен в Саисе.
Кантон был образован 22 марта 2015 года. В состав новообразованного кантона вошли коммуны упразднённых кантонов Пюилоран (10 коммун), Дурнь (3 коммуны), Кастр-Уэст (1 коммуна) и Лабрюгьер (1 коммуна).

## История
Новая норма административного деления, созданная декретом от 17 февраля 2014 года, вступила в силу на первых региональных (территориальных) выборах (новый тип выборов во Франции). Таким образом, единые территориальные выборы заменяют два вида голосования, существовавших до сих пор: региональные выборы и кантональные выборы (выборы генеральных советников). Первые выборы такого типа, на которых избирают одновременно и региональных советников (членов парламентов французских регионов), и генеральных советников (членов парламентов французских департаментов), состоялись в два тура 22 и 29 марта 2015 года. Эта дата официально считается датой создания новых кантонов и упразднения части старых. Начиная с этих выборов, советники избираются по смешанной системе (мажоритарной и пропорциональной). Избиратели каждого кантона выбирают Совет департамента (новое название генерального Совета): двух советников разного пола. Этот новый механизм голосования потребовал перераспределения коммун по кантонам, количество которых в департаменте уменьшилось вдвое с округлением итоговой величины вверх до нечётного числа в соответствии с условиями минимального порога, определённого статьёй 4 закона от 17 мая 2013 года.

## Население
Население кантона на 2015 год составляло … человек.

## Коммуны кантона
| Коммуна             | Население, чел. (2012) | Почтовый индекс | Код INSEE |
| ------------------- | ---------------------- | --------------- | --------- |
| Аппель              | 70                     | 81700           | 81015     |
| Бертр               | 112                    | 81700           | 81030     |
| Блан                | 1154                   | 81700           | 81032     |
| Вивье-ле-Монтань    | 1885                   | 81290           | 81325     |
| Гарревак            | 383                    | 81700           | 81100     |
| Камбуне-сюр-ле-Сор  | 852                    | 81580           | 81054     |
| Лампо               | 794                    | 81700           | 81142     |
| Леску               | 638                    | 81110           | 81143     |
| Пальвиль            | 440                    | 81700           | 81200     |
| Пуди                | 235                    | 81700           | 81210     |
| Пюилоран            | 3239                   | 81700           | 81219     |
| Саис                | 3329                   | 81710           | 81273     |
| Сен-Жермен-де-Пре   | 881                    | 81700           | 81251     |
| Сен-Сернен-ле-Лавор | 138                    | 81700           | 81270     |
| Суаль               | 2395                   | 81580           | 81289     |